# PGC 55587
LEDA/PGC 55587 ist eine Spiralgalaxie vom Hubble-Typ Sc im Sternbild Serpens nördlich der Ekliptik, die schätzungsweise 89 Millionen Lichtjahre von der Milchstraße entfernt ist. Vermutlich bildet sie gemeinsam mit NGC 5962 ein gravitativ gebundenes Galaxienpaar. 
Im selben Himmelsareal befinden sich u. a. die Galaxien NGC 5972 und IC 1130.